# Махдия (област)
Махдия (на арабски: ولاية المهدية‎) е една от 24-те области (вилаети) на Тунис. Разположена е в централно-източната част на страната и има излаз на Средиземно море. Площта на област Махдия е 2966 км², а населението е около 378 000 души (2004). Столица на областта е град Махдия.